# Bede Lajos
Bede Lajos (Szeghalom, 1826. február 11. (keresztelés) – Mezőtúr, 1879. szeptember 16.) gimnáziumi igazgató, tanár.

## Élete
Bede Dániel és Szondi Julianna fiaként született. A gimnázium hat osztályát Mezőtúron, a felsőbb tanulmányokat 1840–1846-ban Debrecenben végezte, hol 1846–1847-ben a református főiskolában köztanító volt. 1847–1850-ben Szeghalmon mint iskola-rektor működött, 1850–1854 segédlelkész volt Gyomán és Túrkevén, 1854-ben a karcagi gimnáziumban, 1860. október 1.-jén pedig Mezőtúron választották meg gimnáziumi tanárnak, ahol igazgatói tisztet is viselt. Halálát szélhűdés okozta.

## Munkái
A mezőturi iskola vázlatos története. (A mezőturi ref. gymnasium Értesítője 1878.)
Kéziratban maradt munkája: Írásnélküli számvetés, melyet 1852-ben a népiskolák számára írt.